# Мелетий Мъгленски
Мелетий (на гръцки: Μελέτιος, Мелетиос) е гръцки духовник, митрополит на Вселенската патриаршия.

## Биография
От май 1840 година до 10 ноември 1858 година е дебърски митрополит. След смъртта на митрополит Неофит Мъгленски, на 10 ноември 1858 година е избран за мъгленски митрополит. Според Илия Гулабчев в сравнение с Неофит Мелетий е „по-учен и по-културен, но по сербез“.
Неофит остава на поста до смъртта си в Лерин на 11 април 1865 година. Погребан е в църквата „Свети Георги“.